# Bernd Schultze
Bernd Schultze (* 1943 in Dresden) ist ein deutscher Mathematiker.

## Leben
Schultze studierte Mathematik in Heidelberg und Konstanz, wo er 1970 die Diplomprüfung ablegte. Nach einem Aufbaustudium und als Verwalter einer wissenschaftlichen Assistentenstelle ging er 1973 als wissenschaftlicher Assistent an den Fachbereich Mathematik der Universität Essen – Gesamthochschule. Dort wurde er im Jahr 1975 mit der Schrift Die Greensche Matrix und die Formel von Titchmarsh-Kodaira für singuläre Linksdefinite kanonische Eigenwertprobleme zum Dr. rer. nat. promoviert. Als akademischer (Ober-)Rat übte er weiter seine Lehr- und Forschungstätigkeit aus und habilitierte sich 1984. Im Studienjahr 1985/86 war er visiting associate professor an der Northern Illinois University, DeKalb, USA, beurlaubt von Essen. Im Sommersemester 1989 nahm er eine Lehrstuhlvertretung an der Universität Dortmund wahr und ging von September 1989 bis August 1994 als visiting professor I an das Department of Mathematics der University of the Philippines, Manila, im Rahmen einer DAAD-Langzeitdozentur. Ebenfalls beurlaubt von Essen war dort neben der Lehre die Betreuung von Ph.D.-Studenten seine Aufgabe. Nach seiner Rückkehr in Essen wurde er dort 1996 zum apl. Professor ernannt. 2009 wurde er pensioniert. Er ist verheiratet mit Catherine Schultze geborene Briand und hat vier Kinder.

## Forschung
Bernd Schultze arbeitet wissenschaftlich vor allem in der Spektraltheorie gewöhnlicher singulärer Differentialoperatoren. In den siebziger Jahren beschäftigte er sich mit der Klassifizierung regulärer Randwertprobleme  und dem Problem der Bestimmung der Spektralmatrix für eine große Klasse singulärer Eigenwertprobleme. In den achtziger und neunziger Jahren folgten dann Resultate zur Bestimmung der Defektindizes und des wesentlichen Spektrums aus Eigenschaften der Koeffizienten solcher singulärer Differentialoperatoren. Umgekehrt wurden auch Operatoren mit positiven Koeffizienten gefunden, die nicht im Grenzpunktfall sind.  Auch wurde die Existenz eines Operators 4. Ordnung mit Defektindex 3 und nicht-leerem wesentlichen Spektrum entdeckt. Analoge Operatoren höherer Ordnung wurden danach mit Marian Roque konstruiert.

## Publikationsliste (Auswahl)
- Die Greensche Matrix und die Formel von Titchmarsh–Kodaira für singuläre linksdefinite kanonische Eigenwertprobleme. Doktorarbeit
- Ordinary differential expressions with positive supporting coefficients. Habilitationsschrift, 1985.
- A-Limit-Point Criterion for 2n-Th Order Symmetric Differential-Expressions. In: Proceedings of the Royal Society of Edinburgh Section a-Mathematics. Band 90, 1981, S. 1–12, doi:10.1017/S0308210500015304.
- A 4th Order Limit-3 Expression with Nonempty Essential Spectrum. In: Proceedings of the Royal Society of Edinburgh Section a-Mathematics. Band 106, 1987, S. 233–235, doi:10.1017/S0308210500018370.
- Spectral Properties of Not Necessarily Self-Adjoint Linear-Differential Operators. In: Advances in Mathematics. Band 83, Nr. 1, September 1990, S. 75–95, doi:10.1016/0001-8708(90)90069-Y.